# Rostec
Rostec (Russisch: Ростех, Rostech), voorheen Rostechnologii (Russisch: Ростехнологии) is een Russisch staatsbedrijf dat eind 2007 werd opgericht om de hightech industriële bedrijven van het land in de destijds economisch moeilijke periode te ondersteunen en de industrie concurrerend te maken. Het hoofdkantoor is gevestigd in Moskou.
De volledige naam in het Engels luidt: State Corporation for Assistance to Development, Production and Export of Advanced Technology Industrial Product «Rostec» (Russisch: Государственная корпорация по содействию разработке, производству и экспорту высокотехнологичной промышленной продукции «Ростех»).

## Geschiedenis
Op 23 november 2007 tekende Vladimir Poetin, de president van Rusland, federale wet nummer 270-FZ voor de doorstart van Rostekhnologii als een staatsbedrijf voor ondersteuning bij de ontwikkeling, productie en export van geavanceerde technologische industrieproducten.
Op 10 juli 2008 ondertekende Poetin een besluit tot overdracht van 426 ondernemingen aan Rostec. Hiervan bevonden zich 148 (bijna) in een crisis, waren 28 in het stadium van faillissement, 17 ondernemingen economisch niet actief en 27 waren gedeeltelijk hun bezittingen verloren of hadden een aanzienlijk risico om deze te verliezen. De totale schuld van deze bedrijven bedroeg 630 miljard Russische roebel. De productieketens waren vernietigd, productiemiddelen versleten en er was een acute behoefte aan effectief management.
Tegenwoordig verenigt Rostec meer dan 700 bedrijven die deel uitmaken van 15 holdings. De belangrijkste holdings bevinden zich in de drie sectoren luchtvaart, elektronica en bewapening.
Op 24 oktober 2018 tekende Poetin een decreet waarmee het aandelenbelang van 92% van de staat in United Aircraft Building Corporation (UAC) wordt overgedragen aan Rostec. In 2016 hadden de luchtvaartactiviteiten van Rostec een omzet van RUB 535 miljard en UAC voegt daar 417 miljard roebels aan omzet toe. UAC heeft iets meer dan 100.000 medewerkers.

## Activiteiten
Het is meer specifiek is actief op de volgende gebieden:
- Automatisering
- Vliegtuigbouw
- Motorenbouw
- Metallurgie
- Bouw
- Optiek
- Composieten en andere moderne vaste materialen
- Medische apparatuur
- Farmacie
- Industriële biotechnologie
- Radio-elektronica
- Instrumentmakerij
- Informatietechnologie en telecommunicatie
- Werktuigbouw en productie van apparatuur voor modernisering van de industrie
- Productie van wapens en militaire uitrusting (zoals Kalasjnikov)

De producten worden aan meer dan 100 landen wereldwijd verkocht. De verkopen van de Rosoboronexport JSC, verantwoordelijk voor de export van wapens en andere militaire uitrusting, is sinds de oprichting verdubbeld van U$ 6 miljard naar US$ 13,4 miljard in 2017. Ongeveer twee derde van de omzet van Rostec wordt behaald met de verkopen van militair gerelateerde goederen en diensten.
Tot voor de Russische invasie van Oekraïne in 2022 werkten diverse onderdelen van het bedrijf nauw samen met buitenlandse bedrijven, enkele voorbeelden hiervan zijn: autofabrikant AvtoVAZ en Renault-Nissan, vrachtwagenproducent Kamaz en Daimler, titaniumproducent VSMPO-AVISMA en Boeing, helikopterbouwer Russian Helicopters en AgustaWestland hebben een joint venture en bandenfabrikant Voronezh Tyre werkt samen met Pirelli.

### Resultaten
De omzet van het bedrijf is in de periode 2009 tot en met 2019 ruimschoots verdrievoudigd. Dit is het resultaat van autonome groei, maar ook zijn nieuwe bedrijven bij Rostec ondergebracht.
| Jaar | Omzet | Nettoresultaat | Medewerkers |
| ---- | ----- | -------------- | ----------- |
| 2009 | 511   | -64            |             |
| 2010 | 633   | 15             |             |
| 2011 | 817   | 46             |             |
| 2012 | 931   | 39             |             |
| 2013 | 1000  | 40             |             |
| 2014 | 965   | 34             | 443.000     |
| 2015 | 1140  | 99             | 445.000     |
| 2016 | 1266  | 88             | 453.000     |
| 2017 | 1589  | 121            | 512.000     |
| 2018 | 1643  | 128            | 529.300     |
| 2019 | 1772  | 179            | 590.600     |